# Joan of Arc (chanson de Madonna)
Pistes de Rebel Heart
Hold Tight
(7) Iconic
(9)
Joan of Arc est une chanson du 13e album studio de Madonna, Rebel Heart, dont elle est la huitième piste.

## Composition et paroles
« Jeanne d’Arc » a été écrit par Madonna, Toby Gad, MoZella et Symbolyc One (S1), avec une production réalisée par Madonna, Gad, AFSHeeN et Josh Cumbee. Gad était également responsable de la programmation, des chœurs supplémentaires et des instruments de la chanson, qui ont également été joués par AFSHeeN, Cumbee, Stephen Kozmeniuk, Dan Warner (guitare) et Lee Levin.
Le titre a été conçu et mixé par Demacio « Demo » Castellon avec Gad et Angie Teo. « Joan of Arc » est une ballade pop et électro-folk dirigée par la guitare, qui commence acoustiquement, similaire à sa version démo, mais ayant un « nouveau rythme qui soulève considérablement les BPM » dans le refrain, avec la batterie et les guitares ajoutées « le transformant en une [chanson] pop mi-rythmée et radiophonique », mais en préservant le « pont chargé de cordes et le dénouement acoustique ». La voix de Madonna était considérée comme « feutrée, teintée de vibrato », et « la plus brute que [sa] voix ait sonnée depuis Ray of Light pendant les premières lignes ».
Sur le plan lyrique, la chanson confessionnelle parle clairement et plaintivement du détachement et de la solitude que Madonna ressent face à la presse, la chanteuse se lamentant : « Chaque fois qu’ils écrivent un mot haineux / entraînant mon âme dans la saleté / Je veux mourir. » John Marrs de Gay Times a comparé le contenu lyrique de la chanson à Drowned World / Substitute For Love (1998) de Madonna, expliquant que les paroles sont essentiellement autobiographiques et parlent de la façon dont son franc-parler avait conduit les médias à essayer de la « blesser ». Il parle également de la façon dont bien que Madonna soit dure dans l’âme, elle ressent toujours la « négativité » des médias. Le refrain, qui comporte des tambours et des cordes qui sautillent, montre Madonna disant simplement: « Je ne veux pas en parler maintenant / même les cœurs en acier peuvent s’effondrer » Dans une interview pour le New York Times, Madonna a expliqué son admiration pour Jeanne d'Arc (Joan of Arc), sa conviction ainsi que son engagement. Elle a également avoué que les paroles expliquaient comment la chanteuse est toujours blessée par des mots négatifs,.

## Performances dans les classements
Après la sortie de « Joan of Arc » avec Iconic et Hold Tight le 5 février 2015, la chanson a réussi à atteindre la vingtième place des charts hongrois, tandis qu’en Espagne et en Suède, la chanson a culminé dans le top quarante, atteignant respectivement les numéros vingt-sept et trente-huit,. En France, neuf chansons de Rebel Heart ont réussi à entrer dans les charts SNEP, « Jeanne d’Arc » étant le deuxième plus haut classement non-single de l’album, parvenant à culminer au numéro soixante-seize, et culminant plus haut que le single "Bitch I’m Madonna" (qui a atteint le numéro 90).

## Performances en live

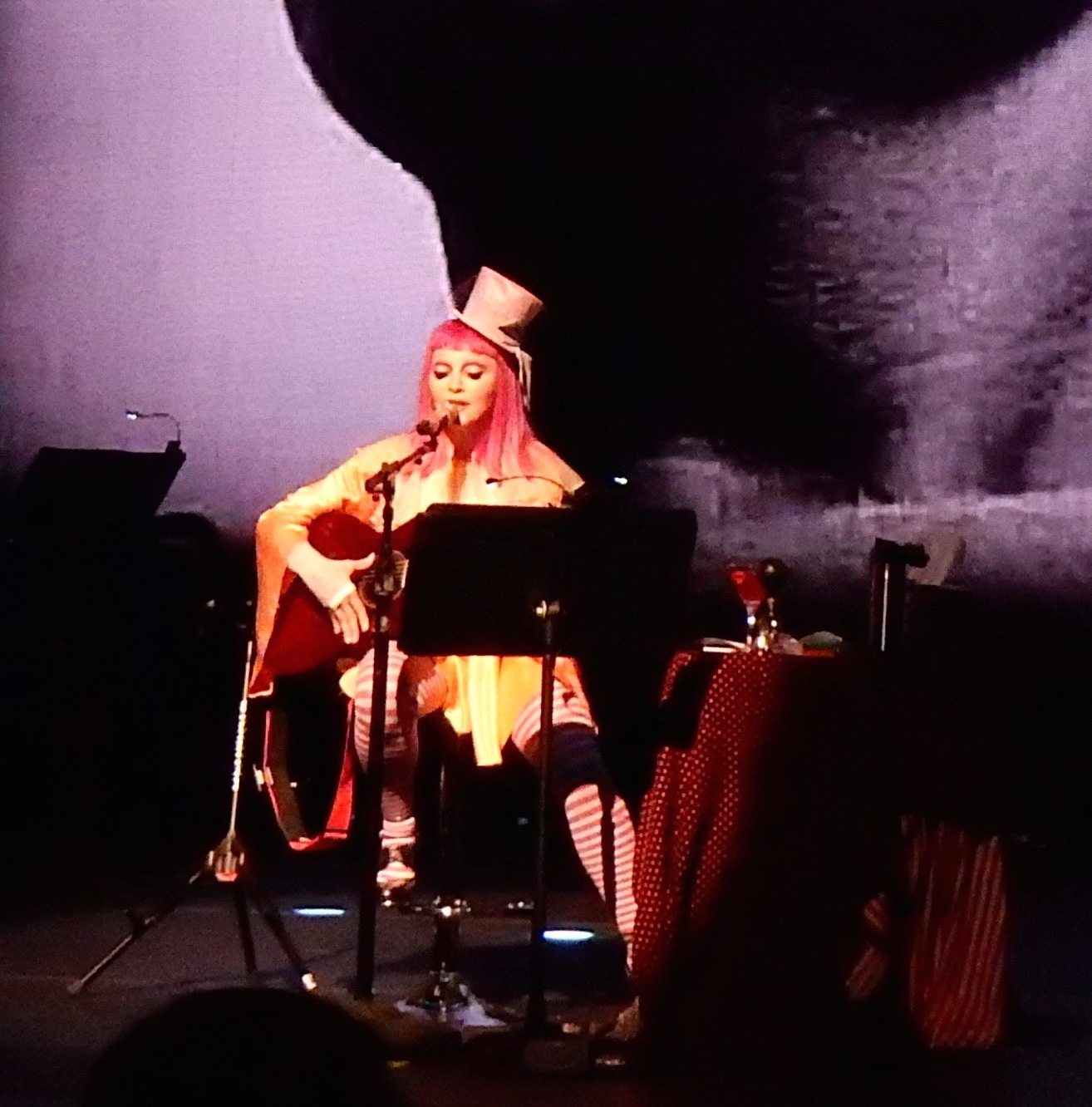
Madonna interprétant « Joan of Arc » dans le cadre de son concert spécial à Melbourne, Tears of a Clown.

Madonna a interprété « Joan of Arc » dans une version acoustique pour la première fois au cours de sa semaine au Ellen DeGeneres Show le 18 mars 2015. Madonna était vêtue d’un chemisier à paillettes, la piste interprétée étant « légèrement plus lente que la version studio, tandis que certaines parties de la chanson [avaient une production minimale] ». Mike Wass d’Idolator a fait l’éloge de la performance, la qualifiant d'« un peu trop belle pour être vraie – mais c’est agréable de voir Madonna montrer son côté plus doux ». Markos Papadatos, critique du Digital Journal, a écrit qu’il s’agissait d’une « performance vocale exceptionnelle », où Madonna « a fait preuve d’un contrôle énorme sur sa voix et a permis aux paroles de parler d’elles-mêmes. Son accouchement est émotionnel, vulnérable mais délicat ». Écrivant pour The Inquisitr, Daryl Deino a fait l’éloge de sa performance vocale, disant qu’elle « a montré au monde une fois de plus de quoi sa voix est faite », qualifiant la version de « belle ». En outre, Bradley Stern de MuuMuse, a également applaudi la performance, qualifiant de « [r]eally great. Super vulnérable, super émotionnel... et cette finition de guitare froide a été une merveilleuse surprise ». Madonna a également ajouté la chanson à la setlist de son concert gratuit « Tears of a Clown » en Australie, un spectacle intime où la chanteuse combine un mélange de musique acoustique, de comédie et de narration. Elle a été considérée comme une « ballade magnifique » par Cameron Adams de Newscom.au

## Crédits et personnel

### Gestion
- Webo Girl Publishing, Inc. (ASCAP)/Atlas Music Publishing et Gadfly Songs (ASCAP)/EMI April Music, Inc. et Mo Zella Mo Music (ASCAP)/WB Music Corp.
- Roc Nation Music et Vohndee’s Soul Music Publishing WB Music Corp. (ASCAP).

### Personnel
- Madonna – chant, auteur-compositeur, producteur
- Maureen McDonald – auteur-compositeur
- Toby Gad – auteur-compositeur, producteur, programmation, instruments, mixeur audio
- Larry Griffin Jr. – auteur-compositeur
- AFSheeN – producteur, programmation, instruments
- Josh Cumbee – producteur, programmation, instruments
- Stephen Kozmeniuk – instruments
- Lee Levin – instruments Dan Warner – guitare
- Demacio « Demo » Castellon – ingénieur, mixeur audio
- Noah Goldstein – ingénieur, mixeur audio
- Angie Teo – mixeur audio, enregistrement additionnel
- Ron Taylor – édition supplémentaire de Pro Tools

Crédits adaptés du site officiel de Madonna.